# Magda Maros
Magdolna Maros, detta Magda (Budapest, 4 ottobre 1951), è un'ex schermitrice ungherese, vincitrice di una medaglia d'argento e due di bronzo nella scherma ai giochi olimpici.